# 小行星9130
小行星9130（9130 Galois）是一颗绕太阳运转的小行星，为主小行星带小行星。该小行星于1998年4月25日发现。

## 轨道参数
小行星9130的轨道半长轴为2.3660663 UA，离心率为0.226。